# Yukarıyapıcı, Erdek
Yukarıyapıcı là một xã thuộc huyện Erdek, tỉnh Balıkesir, Thổ Nhĩ Kỳ. Dân số thời điểm năm 2010 là 1.095 người.